# علی ژکان
علی ژکان (زادهٔ ۱۳۲۹ در تهران) شاگرد بلند آوازه امین شعرباف کارگردان و فیلمنامه‌نویس اهل ایران است. او کارش را در سینما از ۱۳۴۵ و به عنوان سیاهی‌لشکر در فیلم‌ها شروع کرد. در سال ۱۳۴۷ دوره بازیگری را در گروه هنر ملی وزارت فرهنگ و هنر گذراند. سپس به بازی در تئاتر روی آورد و در نمایش‌های سگی در خرمن جا، استثناء و قاعده، آنکه گفت آری و آنکه گفت نه، قصه حریر و مرد ماهیگیر و تامارزوها در جنگل نقش‌آفرینی کرد. ژکان فعالیت سینمایی حرفه‌ایش را در سال ۱۳۵۱ با بازی در فیلم جاده آغاز کرد. مادیان (۱۳۶۴) نخستین ساختهٔ سینمایی اوست که یکی از بحث برانگیزترین آثار سینمایی پس از انقلاب ۵۷ بوده و اغلب منتقدان و نویسندگان سینمایی در مطالب خود آن را مثبت ارزیابی کرده‌اند.
ژکان هم‌اکنون رئیس مجمع فیلم‌سازان ایران است.

## فیلم‌شناسی

### کارگردان
- اولین امضا برای رعنا (۱۳۹۶)
- چهره به چهره[۳] (۱۳۸۷)
- عیسی می‌آید (۱۳۸۰)
- سایه به سایه (۱۳۷۴)
- دخترک کنار مرداب (۱۳۶۸)
- مادیان (۱۳۶۴)

### نویسنده
- چهره به چهره (۱۳۸۷)
- عیسی می‌آید (۱۳۸۰)
- سایه به سایه (۱۳۷۴)
- سوءظن (۱۳۷۱)
- دخترک کنار مرداب (۱۳۶۸)
- مادیان (۱۳۶۴)
- چوپانان کویر (۱۳۵۹)
- خاکستری (۱۳۷۹ طرح اولیه داستان)

### بازیگر
- غریبه و مه (۱۳۵۳)
- جاده (۱۳۵۱)

### تهیه‌کننده
- جعبهٔ کوچک فلزی(۱۳۹۸)
- چهره به چهره (۱۳۸۷)
- عیسی می‌آید (۱۳۸۰)
- دخترک کنار مرداب (۱۳۶۸)

### تدوین
- بهترین بابای دنیا (۱۳۷۰)

### طراح صحنه و لباس
- عیسی می‌آید (۱۳۸۰)
- سایه به سایه (۱۳۷۴)
- دخترک کنار مرداب (۱۳۶۸ فقط طراحی صحنه)
- دخترک کنار مرداب (۱۳۶۸ فقط طراحی لباس)
- مادیان (۱۳۶۴فقط طراحی لباس)

### مجموعه تلویزیونی
- قهر و آشتی[۴] (کارگردان)
- روزی عقابی (تدوین‌کننده و مشاور فیلمنامه)
- سربداران (دستیار کارگردان)
- افسانه‌های کهن (بازیگر)
- سمک عیار (بازیگر)
- دلیران تنگستان (بازیگر)

### فیلم تلویزیونی
- سارا و مامان گلی[۵]
- برای سونیا

### فیلم‌های کوتاه
- صحنه پایان